# Palermo oder Wolfsburg
Palermo oder Wolfsburg is een West-Duitse dramafilm uit 1980 onder regie van Werner Schroeter. Hij won met deze film de Gouden Beer op het filmfestival van Berlijn.

## Verhaal
Nicola besluit van Italië naar West-Duitsland te emigreren om er geld te verdienen en zijn familie in Sicilië te kunnen ondersteunen. In Wolfsburg, Duitsland vindt hij een baan in een autofabriek van Volkswagen. Hij wordt er ook verliefd op Brigitte. Brigitte wil daarentegen geen relatie met Nicola. Uit frustratie en woede vermoordt Nicola de twee mannelijke, Duitse vrienden van Brigitte die zij blijft achternalopen, ondanks dat het duo haar slecht behandelt. Er volgt een lang proces met vele getuigen in een Duitse rechtbank.

## Rolverdeling
| Acteur              | Personage             |
| ------------------- | --------------------- |
| Nicola Zarbo        | Nicola                |
| Otto Sander         | Officier van Justitie |
| Ida Di Benedetto    | Giovanna              |
| Magdalena Montezuma | Verdediger            |
| Johannes Wacker     | Rechter               |
| Antonio Orlando     | Antonio               |
| Brigitte Tilg       | Brigitte Hahn         |
| Gisela Hahn         | Moeder van Brigitte   |
| Harry Baer          | Huiseigenaar          |
| Ula Stöckl          | Jurylid               |
| Isolde Barth        | Zangeres              |